# 金沢市立新竪町小学校
金沢市立新竪町小学校（かなざわしりつ しんたてまちしょうがっこう、英語: Kanazawa Municipal Shintatemachi Elementary School）は、石川県金沢市新竪町に所在した公立小学校。犀川のほど近くに位置した。

## 沿革
1870年12月（明治3年11月）に河原町小学所として開校。1917年（大正6年）10月15日に校歌を制定（作詞：鴻巣盛広、作曲：大西安世）。その後幾多もの変遷を経て1947年（昭和22年）に学制改革により金沢市立新竪町小学校と改称。2015年（平成27年）からユネスコスクール認定。
児童数は全校114人、各学年1クラスまで減少。これを受け、学校規模の適正化を図るために、2018年（平成30年）6月に金沢市立菊川町小学校との統合が決定された。両校の校舎が新耐震基準を満たさないことから、菊川町小学校の跡地に新校舎を建設し、落成までは新竪町小学校に暫定校舎を設置する方針が採用された。2019年（平成31年）3月に閉校し、4月に統合先の金沢市立犀桜小学校が新設された。新竪町小学校は、同年4月1日に廃止された。
その後2022年4月、犀桜小学校は完成した新校舎へ移転。空いた旧・新竪町小学校の校舎については、中央小学校芳斎分校が2022年4月から2024年3月まで一時的に使用した。

## 行事
金沢百万石まつり子ども提灯太鼓行列（6月）や敬老会（9月）へ参加する、高齢者の住居を訪れて交流する（10月）など、地域との結びつきを重視した行事が行われていた。

## 出身者
- 鈴木大拙（仏教学者）[4]
- 室生とみ子（室生犀星の妻）[4]
- 永井柳太郎（政治家・1891年3月卒業）[15]